# كيث هارتفيغ
كيث هارتفيغ (بالإنجليزية: Keith Hartwig)‏ هو لاعب كرة قدم أمريكية أمريكي، ولد في 1953.